# 雪
雪（ゆき）は、大気中の水蒸気から生成される氷の結晶が空から落下してくる天気。
その結晶は主に板状、柱状、針状の六角形や不定形な粒状からなる。おおむね気温が-5℃より低いとひとつひとつの結晶が降る乾いた雪となるが、やや高い温度では集まり雪片をつくり、水分を含む湿った雪になることがある。直径1cmに満たないような小さなものを「粉雪」、綿状に集まったものを「牡丹雪、ぼたん雪、ぼた雪」と呼ぶなど、気温や湿度によって違う雪の性状はいくつかの呼び分けがある。
低い温度では降り積もって地表を覆い積雪になり、長く残ると根雪や万年雪となり、暖かい季節になるとゆっくりと解け出す。北極や南極、一部の山岳地帯では長年蓄積し変性して氷河をつくる。積雪や吹雪は交通の支障など人間活動に影響を与える一方、スキーやスノーボードなどのスポーツは雪を利用して行う。

## 性質

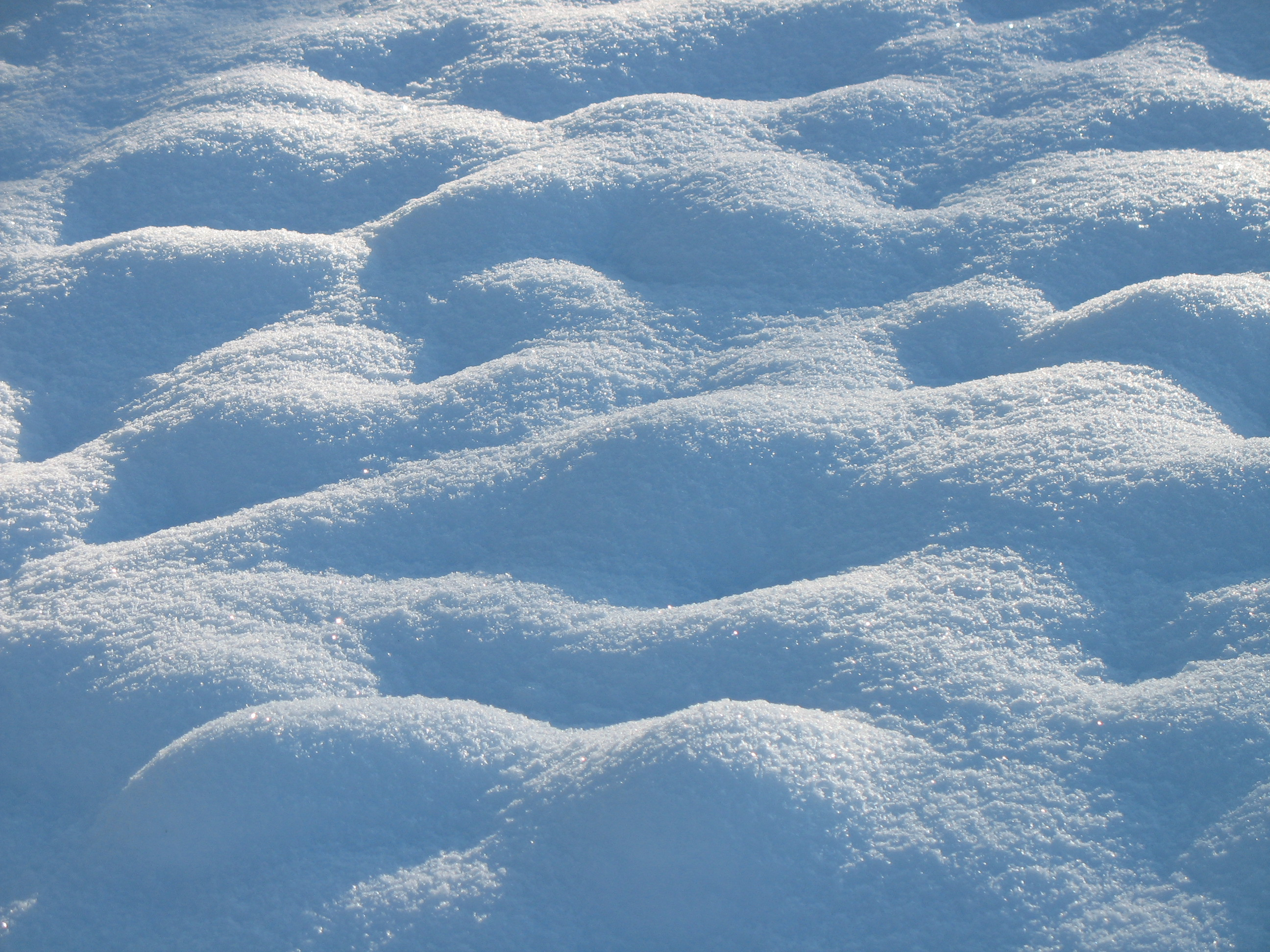
降り積もった雪

### 降水現象
雪そのものや積雪と区別するために、雪が降る現象のみを指して降雪（こうせつ）と呼ぶ場合もある。雪は降水現象のひとつで、固体（氷）の降水のひとつ。雪は比較的柔らかい氷の結晶の集合であり、比較的硬く地面で弾む氷霰（氷あられ）やその大きくなった雹（ひょう）、凍雨と異なる。雪霰（雪あられ）は比較的高い気温で雪片が大きく成長融合したもので、雪と同じように白色不透明だが、雪とは異なって球状や円錐状の塊で、降るのは対流性の積乱雲などに限られる。細氷は、直径30 - 200 μm程度で雪に比べて非常に小さい。なお、霙（みぞれ）は雨と雪が混在して降る天気をいう。

### 性状による分類
雪の状態を細かに表した、淡雪、薄雪、粉雪、細雪、どか雪、べた雪、ぼたん雪、綿雪（わたゆき）などの表現がある。降雪に関しては、慣習的に以下の7つの分類が存在する。
| こな雪（粉雪） | さらさらとした粉末状で、乾燥した雪。寒冷な地域に多い。パウダースノー。アスピリンスノー（北海道方言）。                                                                            |
| たま雪（玉雪） | 球形をした雪。雪のシーズンの初めや終わりの時期、また雪雲のでき始めている先端部分などで見られる。                                                                                  |
| はい雪（灰雪） | 空中をすらっと降りてくるのではなく、灰のようにひらひらと舞いながら降りてくる雪。やや厚みがあり、日光に当たると陰影ができて灰色の影ができる。 一般的な降雪としてはこれが最も多い。 |
| わた雪（綿雪） | 手でちぎった綿の様に大きな雪片からなる雪。水分を含み、重みのある雪。降雪地帯の中でも温暖・多湿な地域に多い。                                                                      |
| もち雪（餅雪） | 融解が始まっており、水分を多く含む雪。雪の塊は餅のように柔らかく自由に形状を変えられる。                                                                                          |
| べた雪         | もち雪よりも水分が多く、べちゃっとした雪。団子状に固まっていることもある。ぼた雪、ぼたん雪。                                                                                      |
| みず雪（水雪） | べた雪よりもさらに融解が進み、水気の多い雪。みぞれと同じ。 |

また、日本雪氷学会では、雪質によって積雪を9つに分類している（→詳細は積雪を参照）。
農林省の積雪地方農村経済調査所(通称、雪害調査所)では以下のように分類していた。
| 乾雪(かわきゆき)       | 灰雪                    | 最も細かく風にとぶもの         |
| 乾雪(かわきゆき)       | 粉雪                    | 灰雪よりもやや大きいもの       |
| 乾雪(かわきゆき)       | 玉雪                    | 最も大きく円い塊となり飛ぶもの |
| 乾雪(かわきゆき)       | 綿雪                    | 綿のようにふかふかしたもの     |
| 潤雪(ぬれゆき)         | 餅雪                    | つかむと軽い手触りのもの       |
| 潤雪(ぬれゆき)         | 濡雪                    | ややべたつくもの               |
| 潤雪(ぬれゆき)         | 水雪                    | もっと水分が多いもの           |
| 締雪(しまりゆき)       | 小締雪(こじまりゆき)    | しまり加減による               |
| 締雪(しまりゆき)       | 硬締雪(かたしまりゆき)  | 同上                           |
| 潤締雪(ぬれしまりゆき) | 潤締雪 (べたしまりゆき) |                                |
| 潤締雪(ぬれしまりゆき) | 水締雪 (みずしまりゆき) |                                |
| 粒雪(ざらめゆき)       | 小粒雪(こざらめゆき)    |                                |
| 粒雪(ざらめゆき)       | 大粒雪(おおざらめゆき)  |                                |
| 凍雪(こおりゆき)       | 小凍雪(こごおりゆき)    |                                |
| 凍雪(こおりゆき)       | 硬凍雪(かたごおりゆき)  |                                |
| 凍雪(こおりゆき)       | 氷板(ひょうばん)        | 全く氷化したもの               |

こういった分類や名称は、地域によっても独特なものがある。また太宰治の小説「津軽」の冒頭では、津軽の雪として7種類の雪の名称が紹介されている。ただしこれらは、明確な定義がないため天気予報などの正確性が要求される場面では用いないこととされている。
ここまでは日本語での雪の分類について述べたが、日本語以外の言語、特に北米や北欧などの雪の多い地域では、雪に関してさらに多様な表現をするところがあるほか、雪を表す言葉の体系が根本的に異なる言語もある。例えば、エスキモーの中のある言語では雪の形態ごとに呼称が存在し、「雪」を表す総称が存在しないという（言語的相対論、サピア＝ウォーフの仮説なども参照）。

### 雪の結晶の形状
雪の結晶は、成長過程の大気中の環境条件によりその形を大きく変える。そのパターン（晶癖）は研究によりいくつかの類型が知られている。小分類では121種類ある。
基本的な形状として、平らな六角形の「角板」、柱状の六角形の「角柱」、細長い「針」がある。Kobayashi (1961)によれば気温と、湿度（過冷却水の飽和水蒸気圧に対する氷の飽和水蒸気圧の差）に相関性がある。0から-4 ℃付近では「角板」、-4 から-10 ℃付近では湿度が低いと「角柱」、中程度では角柱が中空になった「骸晶角柱」、高いと「針」や針が中空になった「鞘」、-10 から-22 ℃付近では湿度が低い方から順に「厚角板」「骸晶厚角板」「角板」「扇形」、-22 ℃以下では湿度が低い方から順に「角柱」「骸晶角柱」「鞘」になる。また、-12 から-15 ℃付近の高湿度では「樹枝状」が発達する。

### 色
雪は、入ってきた光（太陽光）をほとんど吸収することなく散乱光として送り出す。太陽光には幅広い波長の光が含まれるが、波長が違っても散乱強度に大きな差がなくまんべんなく散乱するという性質のために、真っ白い色に見える。大量の積雪は日光の下で青みを呈することがある。晴れた空の下で雪洞などの雪を下から見ると青く見えやすい。これは氷のもつ光の吸収特性によるもので、青色にあたる波長0.45 μm付近の光が最も吸収が少なく透過しやすいためである。ただし氷に気泡や土砂などが混じると青みは失せて見える。
雪が大気中の浮遊物を取り込み、変色した例も数多く報告されている。例えば、朝鮮半島では古くから、黄砂が混じった黄色あるいは赤みがかかった雪が降ることがあった。これは日本でも報告されており、江戸時代の書物に「紅雪」「黄雪」などなどの記述が残っている。また、2007年2月にロシアのオムスク州で、2018年には東ヨーロッパ諸国でオレンジ色の雪が降ったが、カザフスタンや北アフリカの嵐で発生した風成塵が運ばれたものと考えられている。

## 雪の降り方

積雪地域の季節変化（NASA Blue Marble）

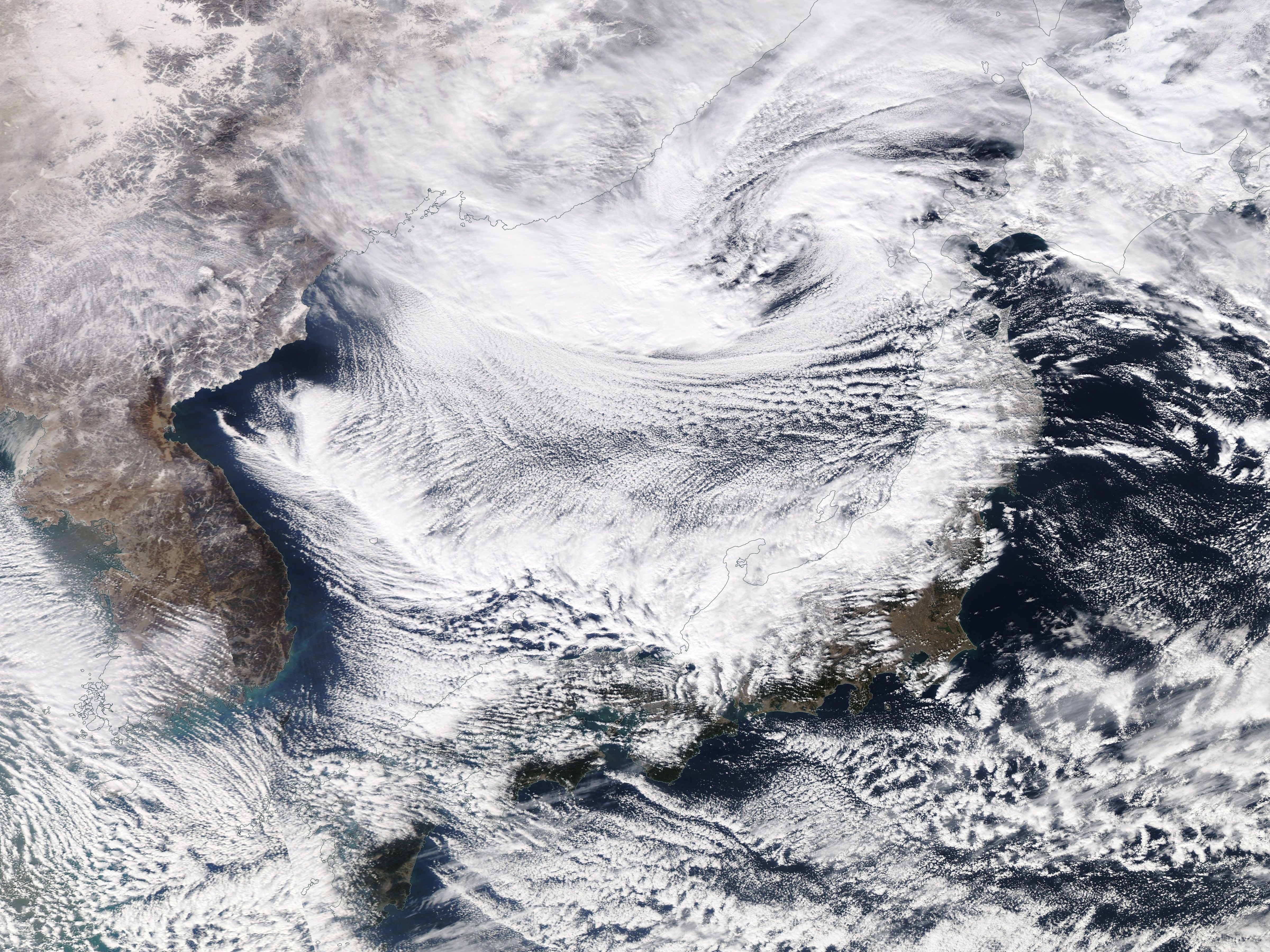
冬の日本海の筋状雲、収束雲と低気圧による渦状の雲 2018年2月（NASA Aqua/MODIS）

### 世界の気候と雪
現在の平均的気候では雪は一般的に、北極および南極の両極を中心とした高緯度の地域、また中低緯度の高地で見られる。赤道をはさんだ低緯度地域を中心として、雪が降らない地域も存在する。例えば日本では、沖縄県で気象庁の公式観測により雪を記録したのは3例のみであり、1977年2月17日と2016年1月24日の久米島、および2016年1月24日の名護市で、いずれも霙であった。
降雪や積雪の様子を暖かいところから寒いところへ順に見ていくと、降雪がない地域、降雪のみがあり積雪がない地域、積雪がある地域へと遷移するのがふつうである。積雪のある地域はさらに暖かいところから順に、根雪の無い地域、根雪のある地域、雪線、万年雪のある地域、氷河のある地域へと遷移する。山岳や高緯度地域では、こうした遷移の分布が雪線や森林限界に関係している。雪線と森林限界の間には、積雪期以外でも凍上などが生じて周氷河地形がみられることが知られている。
ケッペンの気候区分における氷雪気候は最暖月平均気温が0 ℃未満の地域だが、このような地域では概ね年間を通して地表は積雪、氷河、氷床に覆われ、ほぼ年間を通して雪が降る。氷河や万年雪はふつう、冬季の積雪が新雪として堆積する一方、夏季に降った雪や氷河本体が部分的に融解して流出し、その収支がバランスしている。これが崩れ、積雪が上回ると氷河が前進し、融解が上回ると氷河が後退する。
世界の主な多雪地帯は成因から2種類に分けることができる。1つは冬に温帯低気圧が発達して多くの降雪がある大陸西岸の寒帯前線帯。カナダコースト山脈西側、アメリカワシントン州カスケード山脈西側、スカンディナビア半島、アンデス山脈南部西側などがある。もう1つは、温帯低気圧の影響もあるが、主に大陸性極気団から吹き出す季節風に運ばれる寒気が暖かい水面を通過する際に加温加湿され不安定となる（気団変質）ことで雪雲が発達する地域。日本列島の日本海側や北アメリカ五大湖の東側スノーベルト (snowbelt) に顕著で、ヨーロッパの沿岸部でも見られる。日本では脊梁山脈、五大湖ではアパラチア山脈の地形による強制上昇の効果で山脈の風上側斜面に大量の降雪がある。
日本では、本州日本海側の各地では夏季よりも冬季の方が降水量が多く、気候区分の種類によって区域に差はあるが日本海側気候とする。北海道は雪の期間が長く根雪が広く分布する。これらの地域で、積雪による生活や産業への支障が大きな地方自治体に対して、除雪支援や財政措置などを行う豪雪地帯が指定されている。北海道・北東北の全域、南東北から中国地方の日本海側および中央高地の一部が指定地域となっている。一方、本州・四国・九州の太平洋側は日本海側に比べると雪が少ない。

### 降雪のパターン
雪をもたらす気象現象を規模別に見ていく。総観スケールでは温帯低気圧やそれに付随する温暖前線や寒冷前線、寒冷低気圧（寒冷渦）、北極前線・南極前線・寒帯前線に伴う擾乱などが雪を伴った天気をもたらすことがある。メソスケールのうちメソαスケールでは、極低気圧のほか、北陸地方などに局地的大雪をもたらす日本海寒帯気団収束帯(JPCZ、線状降雪帯)などが知られている。
冬の嵐(winter storm)は発達した低気圧による荒天で、暴風を伴った雪が降り、著しい吹雪や低温が冬特有の災害をもたらす。
温帯低気圧に伴う前線面の傾きが小さい温暖前線では層状雲の中で雪の結晶がゆっくりと成長し、温度範囲も広いため、雪結晶の形状が多様になる傾向がある。一方、寒気の水上での変質で対流雲の中で成長するものは、強い上昇流や豊富な過冷却雲粒のもとで、霰のように併合した形状の雪片が発達し、雲の最盛期を過ぎる頃にわか雪（降り出し・降り止みが急）のような降り方をする。

#### 気団変質による雪
冬の日本海のような寒気の気団変質の場合、大陸から吹き出した寒気が暖かい水上を通過（吹送）し、熱と水蒸気を受けて下層に対流混合層が形成される。日本海では潜熱と顕熱合わせ平均400W/m2が海から大気に供給されているという報告がある。混合層では温かく湿った大気が対流することで不安定を解消しようと対流が発達し、水上吹送が続くことで混合層の上端が上昇してくる。混合層の上部に積雲や層積雲を主とする雪雲の層ができ次第に発達する。一部は雄大積雲や積乱雲へと成長する。雪雲は陸に上がるといったん衰えるが、山脈にぶつかると強制上昇を受けて再び発達する。
日本海側のほか、五大湖東側の湖水効果の雪 (lake-effect snow) もこの構造。
日本海側の雪はその多くが季節風（寒気の気団変質）によるもので、温帯低気圧による降雪は相対的に少ない。新潟県では11月から3月の降水量の8割が季節風型のものという報告がある。季節風型の降雪は、寒気の強さ、風（気圧傾度）の強さや向き、寒冷渦の有無などで様相を変える。よく知られている降雪の指標として対流圏中層700 - 500hPaの気温の低下が挙げられ、北陸地方では5500mで-35℃以下が大雪の目安とされている。
山雪と里雪のパターンも知られている。山雪の典型は、寒気の中心が北日本にあって日本海は気圧の谷の後面にあるとき、西高東低（冬型の気圧配置）が強まり寒気の南下が促される状況。地上では等圧線と等温線が直交し、風向に平行な筋状雲が広がることが多い。800-700hPaに逆転層があるため海上の対流雲は高さ2 - 3kmに抑えられ、山脈の風上斜面で降雪が目立つ。里雪の典型は、日本海の西部に気圧の谷があって冬型は緩み、季節風は弱く陸地で一部南風も吹く中、上層で寒冷渦が南下した状況。中層が不安定になって雲が高く発達し、5 - 6kmに達することもある。風が弱く山脈の強制上昇による降雪が起こりにくい。
季節風による日本海側の雪は、風向きや擾乱などの天候により特定の地域に短時間に降雪量が増えることがあり、また地形の影響で降雪が集中しやすい地域もある。関ヶ原のように、山脈の中で低くなっている部分は雲が通り抜け、収束で雲が発達し降雪が集中する。独立した山では、気流が回り込んだ側面や後面で降雪が強まる例がある。北陸地方では、北陸不連続線と呼ばれることがある降雪域がみられることがある。海岸に高い山脈が迫ることで海岸付近に収束線ができ、ここで発達した雪雲が東に流されて一部に降雪が集中する。日本海寒帯気団収束帯(JPCZ)は気流が朝鮮半島の白頭山付近を迂回し合流して形成され日本海を横断する長い収束帯で、その中にメソスケール低気圧が発生して移動し降雪が強まる場合がある。北海道の西海上にも似たような収束帯と低気圧が形成されることが知られている。

#### 南岸低気圧による雪
関東から九州にかけての太平洋側では、温帯低気圧（南岸低気圧）の通過に伴って雪が降ることが多い。東に進む低気圧の北側、温暖前線に伴う雪雲が降雪の主なエリア。これに類似するものとして、アメリカ合衆国北東部やカナダ大西洋岸のノーイースターがある。

## 雪の物理
雪雲の中で、一度凝結した水滴の凍結、または水蒸気からの昇華で生まれた氷の結晶（氷晶）が、主に昇華凝結、凝集（併合）、ライミング（雲粒捕捉）の3つの過程により雪片に成長する。「冷たい雨」のプロセスにおいて氷晶が解けて降る雨に対し、融けないのが雪。

### 氷晶の生成
雲の中では上昇に伴い空気が冷却され過飽和になり、水蒸気が大気中の微粒子（エアロゾル粒子。一般的には10nm - 10μm程度の大きさ。）を核にして凝結して水滴を生成している（核生成）。生活の中にある水は0 ℃以下で凍るため同じように考えがちだが、空気中の水滴では分子レベルで水分子が集まって氷になろうとしても、ある程度の大きさにまとまらなければ不安定のため分裂してしまう。
実験により、微粒子を含まない清浄な空気では、空気を過飽和にして0 ℃以下に冷やしても凍結せず過冷却の水滴のままであり、-33℃程度で凍結し始め、-41℃程度で完全に凍結することが知られている。実際の大気中では、多くの微粒子が核生成に寄与するため、これほど低温まで過冷却が保たれることはない。観測によれば、雲の最頂部（雲頂）の気温が0 ℃から-4 ℃程度の雲の中はほとんどが過冷却の水滴で構成され、これより低温になるほど氷晶が多くなる。
氷晶の核となる微粒子（氷晶核）には様々な物質があって働く温度が異なる。土壌由来の鉱物粒子であるカオリナイトは-9 ℃、人工降雨によく用いられるヨウ化銀は-4 ℃で氷晶核として働き始めるとの報告がある。この性質の違いのため、一般的には1 m3中の氷晶核の数は、-10 ℃で10個程度、-20 ℃で1,000個程度である。しかし、氷晶には凍結の際に割れる増殖作用があるためそれよりもずっと数が多く、雲の中の氷晶の数は-5 ℃から-10 ℃で氷晶核の1,000-10,000倍、-20 ℃から-30 ℃で10-100倍である。昇華により氷晶を生成するのか、水滴を生成した後凍結するのかは、吸湿性の有無などの氷晶核の物理的性質による。

### 氷晶から雪片への成長

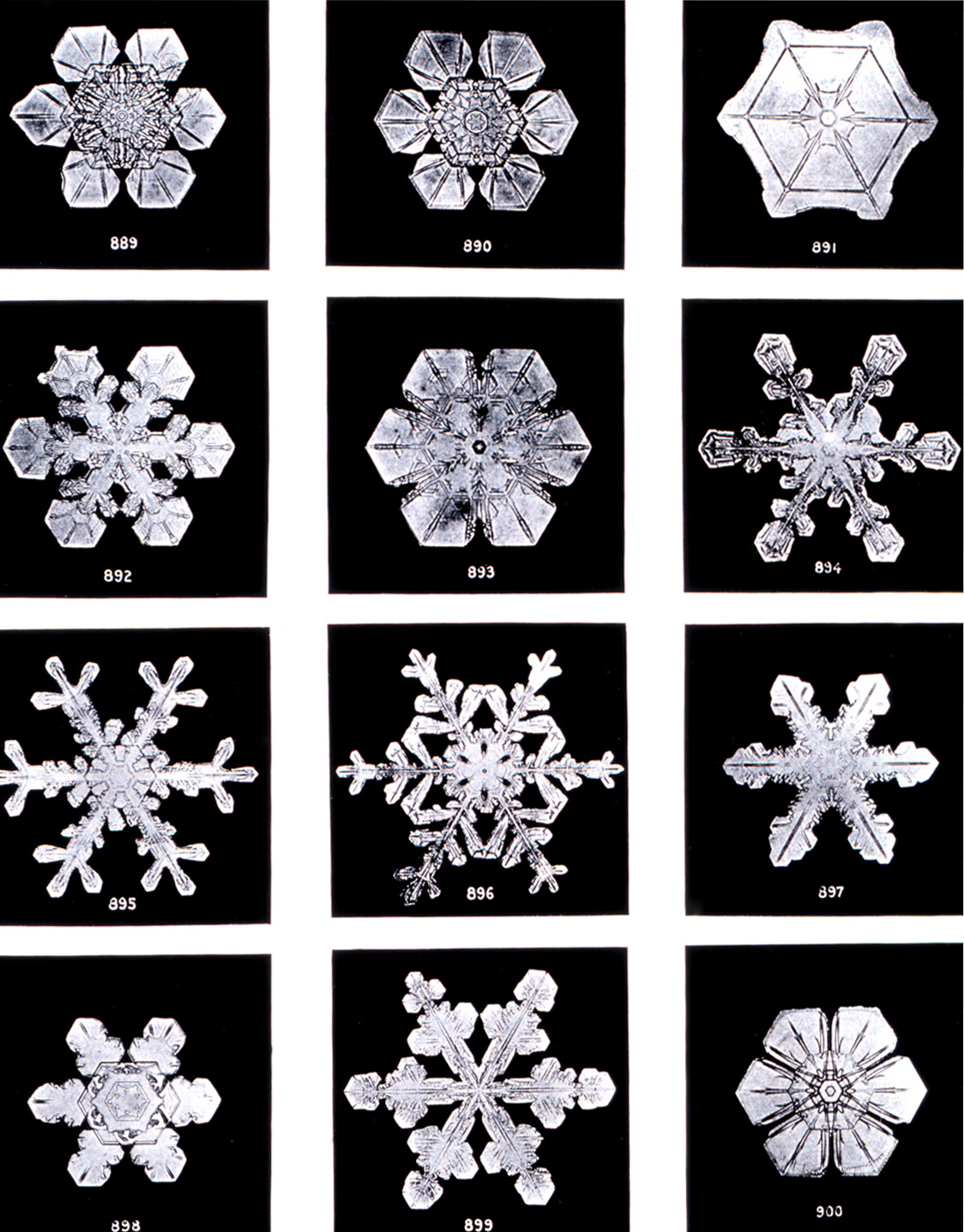
雪の結晶（ウィルソン・ベントレー撮影）

雲の中で水滴が凝結して成長する速度に比べ、水滴が昇華して成長する速度は数倍から数十倍速い。これは、過冷却水の表面よりも氷の表面のほうが飽和水蒸気圧が低いことが原因である。例えば-10 ℃での飽和水蒸気圧は、過冷却水の表面ので2.86 hPa、氷の表面で2.60 hPaである。よって、-10 ℃で水蒸気圧が2.60 hPaを僅かに超えると、氷晶の周りの水蒸気が氷晶表面へと昇華し始め、氷晶が大きくなる。氷晶が大きくなるに従い、その近くにある過冷却水滴は不安定となって蒸発し、さらに氷晶表面へと昇華していく。このようにして氷晶への昇華が進む（昇華凝結過程という）。昇華凝結過程による成長速度は、氷晶が小さい時に速く、大きくなるにつれて遅くなる。
ある程度成長して昇華が遅くなった氷晶は、重さも増してくる。上昇気流の速度に対して落下の速度が打ち勝つと落下を始める。氷晶はその大きさと形状により落下速度が違う。例えば、針状の長さ1mmの氷晶は0.5 m/s2、粒状の直径1mmの氷晶は1 m/s2の加速度である。速度が違うと落下途中で衝突し、跳ね返し合ったり、こわれたり、くっついたりする（凝集または併合過程という）。氷晶同士がくっついて大きくなったものは雪片という。凝集による成長速度は、雪片が小さい時に遅く、大きくなるにつれて速くなる。-12 から-15 ℃で水蒸気圧の高いときにできる「樹枝状」の氷晶はくっつきやすく、この気温のところでは大きな雪片がよくみられる。また、気温が高くなるとくっつきやすく、-5 ℃以上のところでは多くの氷晶同士がくっつきあい「牡丹雪」のような大きな雪片がよくみられる。
雲の中でできはじめた頃の氷晶は非常に小さく、直径0.01mm以下である。成長した雪は直径0.5mm - 10mm(1cm)くらいだが、大きな雪片では3cm前後にもなる。
こうしたプロセスを経て雲の底を抜け、地上に達して雪となる。成長した雪が落下する間に、周囲の高温により融解することなく地上に到達すると、雪として観測される。

### 霰や雹への成長
一方、上昇気流の強い雲の中では、大きな氷晶や雪片が長く浮遊を続ける場合がある。すると、氷晶や雪片は過冷却水滴と衝突し、氷の表面に張り付くように凍結して成長する（ライミング）。付着形態は凍結速度により異なり、大きく凍結の遅いようなものは薄く球形に広がるように付着するが、小さく凍結の速いようなものは粒の形状を残したままいびつな形に付着する。このようにして氷の粒ができると、氷霰や雹として降ることになる。また関連して、氷の粒同士の衝突が雲の中で繰り返されると、氷や水滴が帯電して電位差が蓄積され、しばしば雷が発生する。
雪片が、気温が0 ℃より高い層と気温が0 ℃より低い層を交互に通過すると、雪片のまわりの水分が再凍結して雪の結晶が混じった白色不透明の氷霰が降ることがある。また、雪片が完全に融解して水滴になったあと気温が0 ℃より低い層を通過すると、透明な氷の粒である凍雨が降ったり、過冷却の水滴である着氷性の雨が降って地面や屋外の物体表面に雨氷と呼ばれる硬い付着氷の層ができることがある。こうした降水は逆転層の発生が関与しており、発生のしやすさは地形の影響がある。

### 雪・霙・雨の境目、雪の目安

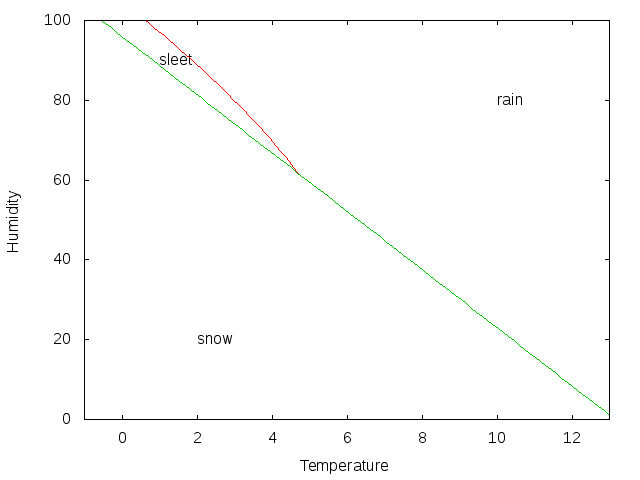
松本市のデータに基づく雨雪判別図。縦軸が湿度(%)、横軸が気温(℃)、でsnow(雪)/sleet(霙)/rain(雨)の3状態が区分されている。

気温が0 ℃より高いと雪は解け始め、完全に解けると雨になる。地上付近の高度で雪が解け始めているならば、天気としては雨と雪が交じった霙となる。
ただし、気温が0 ℃以上であっても、空気が乾燥している場合には、昇華や蒸発によって熱が奪われるため、すぐには雨にはならず雪のまま地上に到達する。一方、空気が湿っている場合には、昇華や蒸発が鈍いためすぐ雨になる。一般的な経験式（後述）によれば、湿度50%では地上気温5℃でも雪になる一方、湿度90%では地上気温3℃でも雨になる。
雪が解け始める湿度は、地上気温にほぼ比例している。気温T℃のとき、湿度が{\displaystyle -7.3T+96}(%)以上で雪が解け始めるといった線形の経験式が成り立つ。つまり、これ以下の湿度であれば完全に雪である。また、気温約4℃以下では、この湿度以上でもある程度の幅で融解層（霙）が存在し、もっと湿度が高くなければ完全な雨にはならない。この範囲では、湿度が{\displaystyle 39{\sqrt {7.2-T}}}(%)以上で完全に雪が溶けるといった二次式での経験式が成立する。これ以上の気温では、融解層が存在しないため、線形の経験式における湿度が高い側で完全に雨となる。融解層の幅や約4℃という境界点温度は、雪片の大きさや密度に依存し、切片が大きいほど解けにくいので幅が大きく、境界点温度は高くなる。
標高の低い平地、特に冬の太平洋側の平野部で雪が降る目安として、上空1500 m（高層天気図の850 hPa相当）で-6 ℃未満、または上空5500 m（同500 hPa相当）で-30 ℃未満とされている。また、上空1500mで-12℃未満、または上空5500 mで-36 ℃未満だと大雪の可能性がある。これを高地の場合で考えるには、気温減率に沿い標高が100 m高くなるごとに約0.6 ℃ずつ上げればよい。例えば、標高2,000 mで雪が降る目安は1500 mで 6℃未満、5500 mで-18 ℃未満と考えられる。なお、南岸低気圧による本州南岸の雪は東京圏の交通への影響などのリスクが高いにもかかわらず、わずかな風向や気温の差異が雨雪判別に影響し、予報が外れる場合が多いため比較的難しいとされている。

## 観測・予測
降水量には雨だけではなく雪も含まれ、寒冷地の雨量計は雪を溶かす機能を備えている。一方、ある時点における積雪の深さを積雪量や積雪深（積雪の深さ）、また一定時間の積雪量を降雪量や降雪の深さといい、雪尺（ものさし）や積雪計により観測する。降雪量は降水量のおよそ10倍前後の値をとる（雪水比）が、気温が低いほどこの値は大きい。また積雪はやがて圧縮を受けるため、積雪量の増加量は降雪量の累計のおよそ3分の2程度になるとされる。
観測記録の上で雪は強さに3段階の区分があり、国際気象通報式の天気の報告などに用いる。また対流性の積乱雲などから降る降ったり止んだりの強度変化の激しいものを「驟雪（しゅうせつ）」、層雲から降る雪片の直径が1mm未満のものを「霧雪」として区別する。しゅう雪性かそうでないか、止み間があったかどうか、観測時に降っているか止んでいるか、3段階の雪の強さ、雷を伴う否かなどの組み合わせで区分される。なお無人観測の場合は雪と霰などの判別をしないことが多く、"固体降水"を設けるなど少し異なった区分になる。
ラジオ気象通報などの日本式天気図では、観測時に雪が降っているときに、天気を「雪」（）とする。ただし、観測時に3.0mm/h以上の強い雪では「雪強し」（ツ）、驟雪の場合は「にわか雪」（ニ）とする。「霙」、「地吹雪」の区分もある。なお、雹や霰（雪霰、氷霰、凍雨）を伴う場合や雷が鳴っている場合、そちらを優先する。雪強しの記号は、1988年に雷強しとともに追加された。
航空気象の通報式では、「降水現象」の欄のSNが雪を表し、単独で、あるいは特性の欄のSH（しゅう雨性）、DR（低い=風で2m未満の高さに吹き上げられている）またはBL（高い=同2m以上）、TS（雷電）などと組み合わせて用いる。例えば、SN DRで低い地吹雪、SN SHでしゅう雪。
気象庁は、現象の判別ができる目視観測では大気現象として雹、霰、凍雨、霧雪、細氷、吹雪などを区別し記録している。自動気象観測装置を導入したところ（アメダスやほとんどの地方気象台）では雪とほかの固体降水との判別が難しく、雨雪判別（降水が雪・霙・雨いずれかを気温と湿度から判定する）のみとし、前記の大気現象の記録を廃止し、しゅう雪などの区別も行わない。
気象庁の天気予報で雪・雨両方の可能性があるときの表現は、雨の確率が95%以上で「雨」、95%未満50%以上で「雨か雪」、50%未満5%以上で「雪か雨」、5%未満で「雪」とする。なお、凍雨や雪霰は雪、氷霰は雨の予報にそれぞれ含めて扱う。ただし、実際に凍雨や雪霰が降った場合でも、観測上は雪が降ったとはみなさない。
予報の場面では次のような表現を使うこともある。3cm/h以上の雪を「強い雪」、1cm/hに満たない雪を「弱い雪」、数時間降り続いても降水量が1mmに達しない雪を「小雪」、地域的に散発する一過性の驟雪を「にわか雪」と呼ぶ。
降雪と同時に強風が吹いている状態を吹雪という。また、積雪のあるところでは、降雪がなくても雪が強風により舞い上がりこれを地吹雪という。地吹雪を伴うような寒冷な強風をブリザード(Blizzard)という。吹雪やブリザードは視界を悪化させ、交通や生活に支障をもたらす。
また、各地の気候を見る資料の1つとして、その冬初めての雪（初雪）やその冬最後の雪（終雪）を記録しているところがある。日本では現在気象庁が有人気象観測点や雨雪判別機能付き自動気象観測装置設置点で記録をとっている。この場合には、霙も雪に含めて考える。さらに気象庁は、各地の気象台から主要な山の積雪を目視で観測しており初冠雪として記録している。
気象レーダーは雪片を探知し、雨と同様雨量計と経験式の補正を加えて降水強度を算出する。雪と雨では経験式の定数が異なる。

## 雪と環境

### 自然環境
積雪が広がる地域を雪原といい、積雪が夏期の短期間のみ融け草本、蘚苔類、地衣類が繁茂する地域をツンドラ（凍原）という。寒冷地の中でも、雪や氷で地表が覆われている地域を氷雪地帯と呼ぶ。南極大陸の南極氷床やグリーンランドの氷床は厚く平均1,000m以上ある。
地形や建物を回り込む風が雪を集めたものを吹き溜まりと呼ぶ。雪が風に吹き寄せられてできる砂丘様の地形をスノーバルハン、雪面に現れる細かな風紋を雪紋や風雪紋、強風が積雪を巻き付け円筒状になったものを雪まくりや雪俵と呼ぶことがある。
雪食作用は雪渓や雪田でみられる積雪による侵食作用。雪解け水に満たされた表土がゆっくり斜面下方へと流動するジェリフラクションによるもので、力が弱く氷食のように地面を削り取るほどではない。しかし、傾斜地では頻繁に発生する雪崩などが山肌を削り取る作用が強く、形成される窪地を雪食地形という。主に山岳地帯で谷底に融け残る雪を雪渓、尾根や山頂の風下に雪庇と呼ぶ。地域性のものでは、アンデスの高地でみられる尖った岩のような形で点々と並び残る雪（ペニテンテ）などもある。
窪地になった所で雪が融け残り形成される雪田植物群落は、周囲が岩がちな荒地でも融雪水が豊富なため高山植物の草原となる。本来亜高山帯針葉樹林が優勢な気候の本州の中部山岳地帯や東北地方では、大量の積雪に弱い針葉樹林が劣勢で、落葉広葉樹が代替する森林帯（偽高山帯）が広がる。
大量の積雪は樹木にのしかかって変形や倒伏を生じ、また光を遮り多湿が病害の原因となって、林業に被害を与える。ただ、雪の重みで根曲がりを起こしても幹を肥大成長させて適応する個体もあり、スギやブナは強い傾向がある。立山杉は倒れて接地したところから根を出し世代交代する伏条更新が盛んである。

## 雪の利用と影響

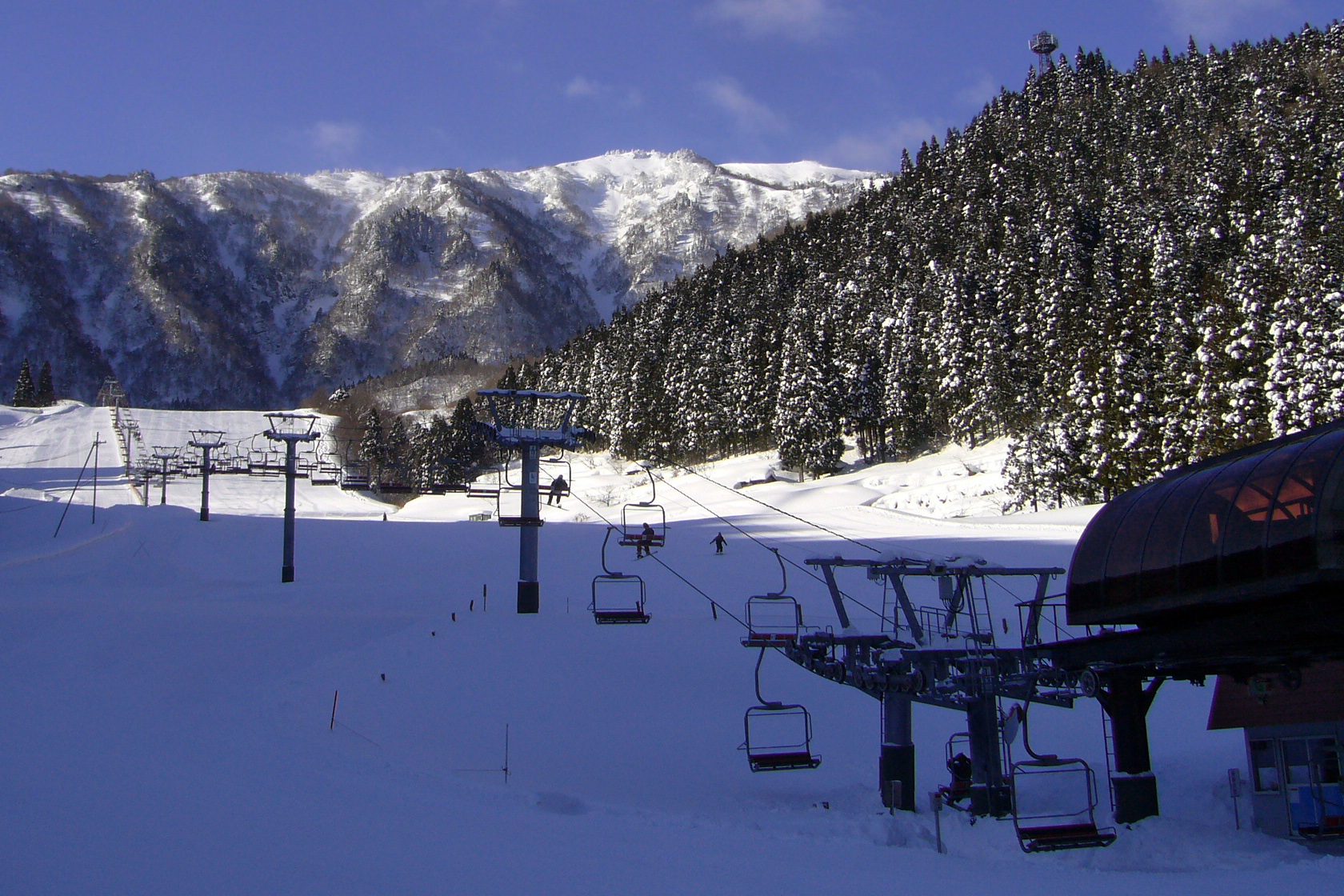
スキー場の一例

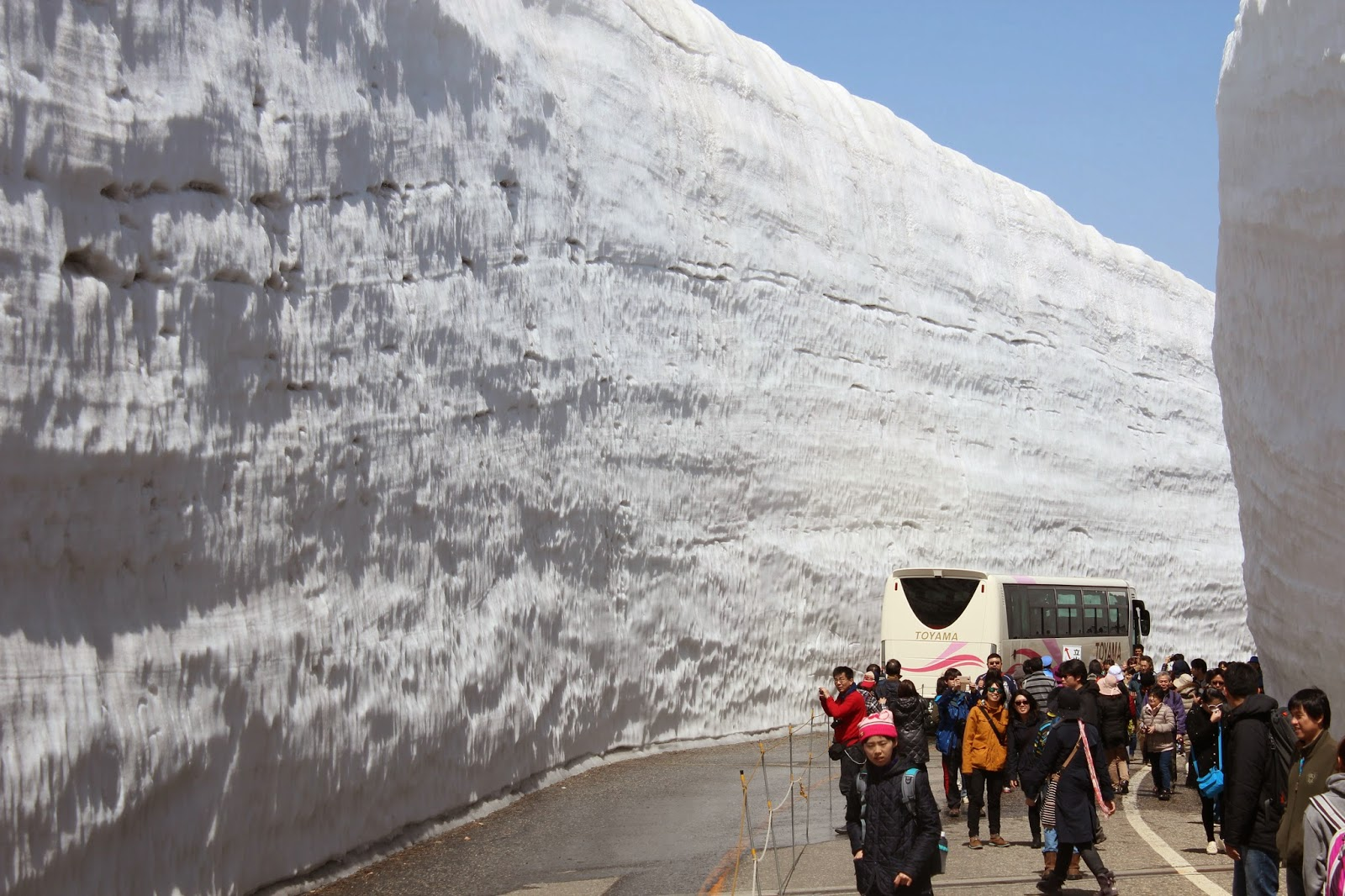
雪の観光利用の例:富山県の立山黒部アルペンルート 立山高原道路 雪の大谷

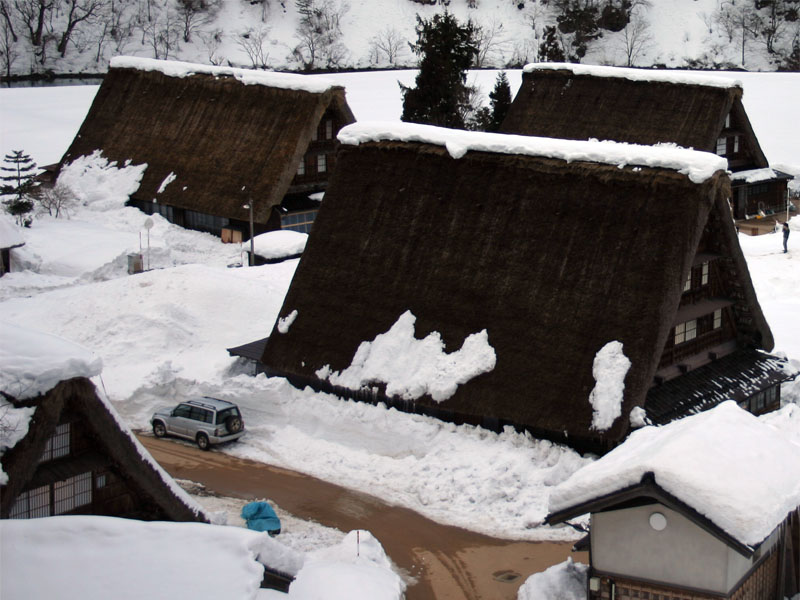
富山県五箇山に残る合掌造りの民家
屋根の急勾配が積もった雪を滑り落ちやすくし、雪（および含んだ雨水）による荷重を軽減すべく設計されている。

### 利用
雪を利用して生活や産業に生かすことを特に「利雪」と呼ぶ。
特にバブル期頃には地域おこしとして活用しようという動きが盛んだった。スキーブームも参照。
- 農業
  - 灌漑により雪融け水が稲作などに役立ち、旱魃による不作の危険が減る。ただし、琵琶湖の北東部に広がる地域（湖北地域）などの場合、雪は春早くに融けてしまうため田植えの時期には役立たない[37]。
- 移動
  - そり、犬ぞり、トロイカ
  - スキー
  - スノーモービル
- 居住空間
  - イグルー、雪洞
- 貯蔵
  - 雪室（氷室）
- 漂白
雪晒し（雪さらし） ：越後地方などでは春先の晴天時に雪の広がる田畑に糸や布を広げて漂白する「雪晒し」が行われる[38]。雪晒しは雪の表面に紫外線が当たって発生するオゾンの作用を利用したものである[38]。
- エネルギー利用
  - 水力発電
  - 雪冷房 ：日本では北海道美唄市、新潟県上越市安塚区などで行われている。
- 遊び、催し物、レクリエーション資源
  - 雪だるま、雪像（雪の砦（英語版）なども含む）
  - そり、犬ぞり、スキー、スノーボード、スノーモービル
  - 雪合戦
  - 雪祭り（スノーフェスティバル）[* 9]
  - かまくら
  - 雪下ろし

### 雪害と対策
雪による災害を総称して雪害（せつがい）という。一口に雪によるものといっても、積雪によるもの、積雪が圧縮され形成される氷の層によるもの、風を伴った降雪（吹雪）や巻き上げられる積雪（地吹雪）によるもの、気温0℃前後で湿った雪が厚い雪の層を作る着雪によるもの、積雪の塊が崩落する雪崩によるもの、積雪が融解する融雪によるものなどに分けられる。また雪と直接関連はしていないが、しばしば同時に発生する低温やそれに伴う凍結も複合的に災害の要因の1つとなる。
- 積雪による荷重
建物や建築設備では積雪や降雪の荷重により機能に影響が出ることがある[39]。
積雪が継続すると、家屋の屋根に積もる積雪が重くなり家屋を押しつぶすことがある。積雪による倒壊は家屋に限らず、屋根を持つ建造物に広く起こりうる。また、屋根の雪下ろしの際の転落や道路の除雪の際の事故など雪の時期特有の事故も発生する。季節外れの雪はビニールハウスの倒壊や農作物への障害などをもたらすことがある。また、森林では積雪や着雪に加えて霧氷が重りとなって枝が折れたり幹ごと倒れたりすることがある。果樹園や庭園では雪吊を行い、降雪期の折損を防止する。
- 積雪による閉塞
建物では積雪により建物の開口部が閉塞がされると建物からの出入りなどに支障が出る[39]。また、建物では避難路などが積雪で閉塞されることがあるほか、エネルギー搬入路（LPG庫や給油口など）が積雪で閉塞されると建物内のエネルギー供給に支障が出る[39]。なお、寒さを防ぐために家屋を密閉したり、厚い積雪により空気より重い排気が滞留する環境にあると、暖房や炊事などの火気使用に伴う排気が充満し、健康被害をもたらすことがある。
道路や線路を塞ぐ厚い雪は除雪・排雪が行われる。
- 積雪によるスリップ
積雪や再凍結氷が道路や線路を覆うとブレーキ時の摩擦制動力が減少して滑りやすくなり、気温0℃以下の低温での路面凍結（アイスバーン・ミラーバーン）はこれが著しい。交通障害が発生する。消雪パイプ、ロードヒーティング、塩化カルシウム散布などの対策法がある。
- 吹雪
吹雪や地吹雪は視程（見通し）を悪化させて交通障害を引き起こすほか、吹き溜まりを発生させることがある。
- 着雪
気温0℃前後では着雪も起きやすくなり、電線に付着して送電網や通信に障害を引き起こすほか、鉄道では架線、車両の集電装置や制輪子に付着して交通障害を悪化させる。
- 落雪
- 雪崩
雪崩に襲われると厚い雪に人や建物、農地、森林などが埋没し被害をもたらす。
- 融雪
主に冬から春にかけての時期には、融雪に伴う洪水が発生することがある。
- その他の影響
積雪の多い地域では、積雪が水力発電の障害になっている場合がある。これは、雪であるがゆえに水の流れが滞り、ダム湖に流れ込む水量が必然的に少なくなるからであり、一例として北海道では、夏より冬のほうが電力需要が高いにもかかわらず、冬季の水量が不足する[* 10]。
雪眼炎（雪目）は積雪に反射する日光の紫外線を長時間受けることで生じる目の症状[40]。

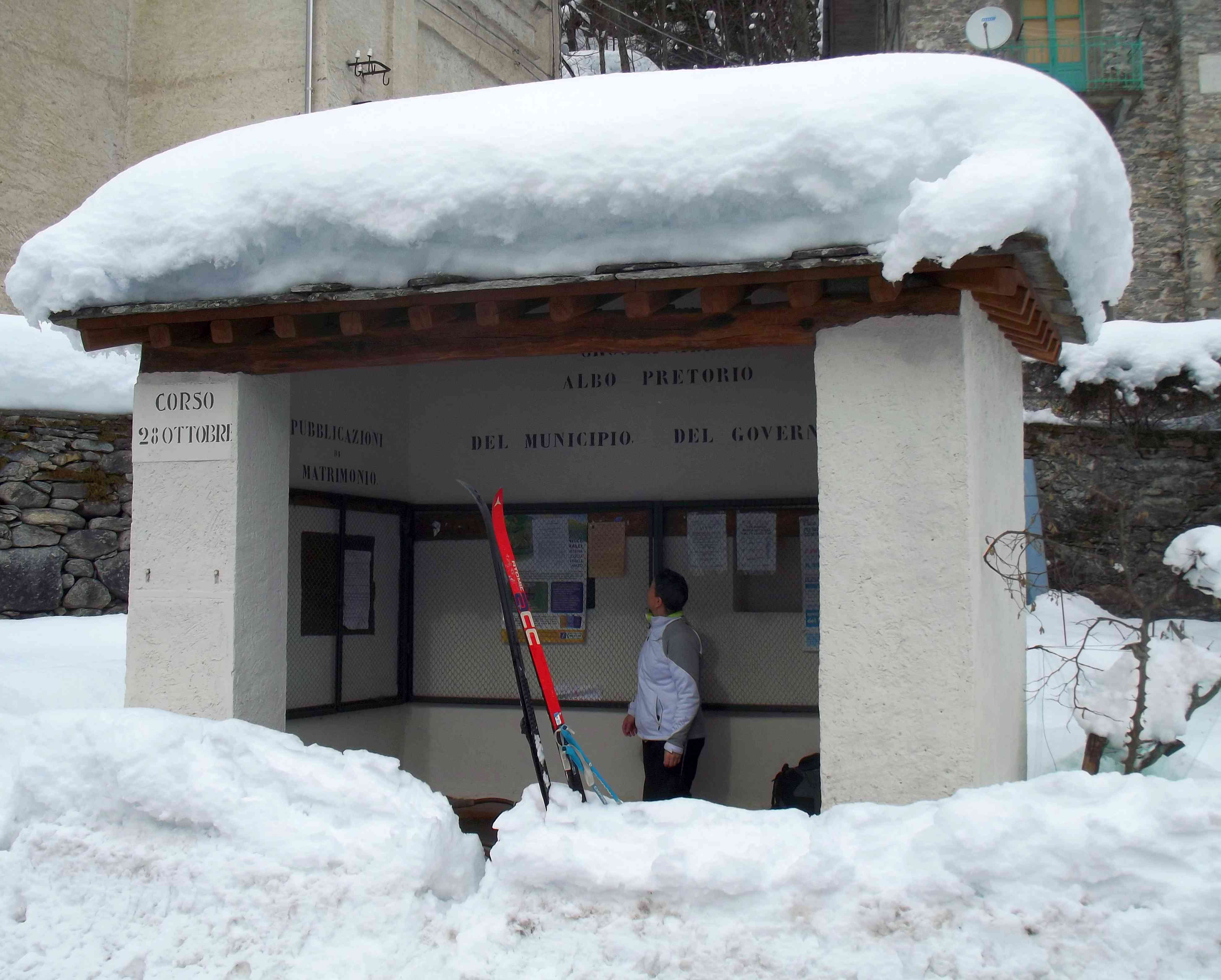
孤立の懸念
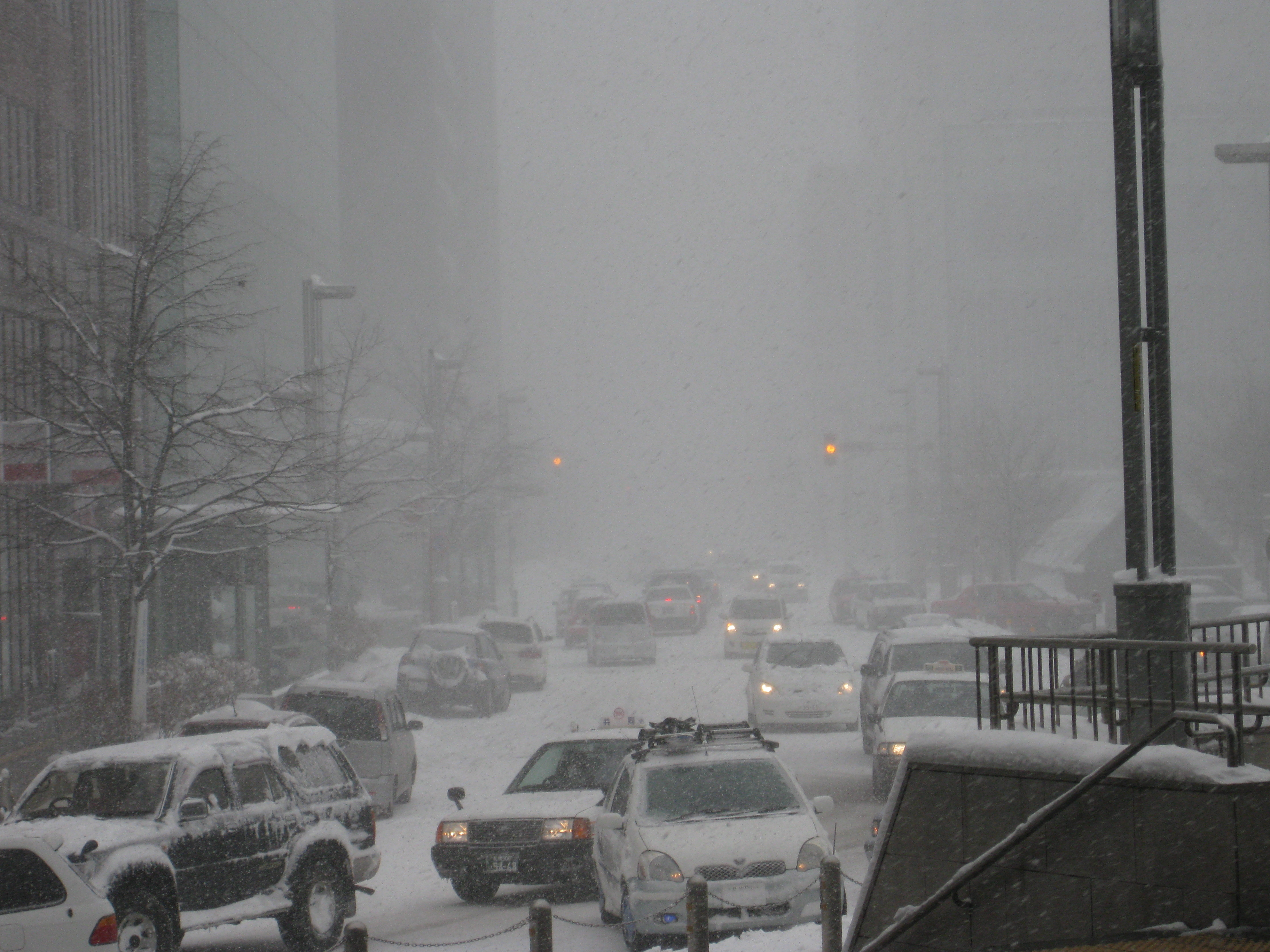
雪のため視程障害が発生した市街地の道路
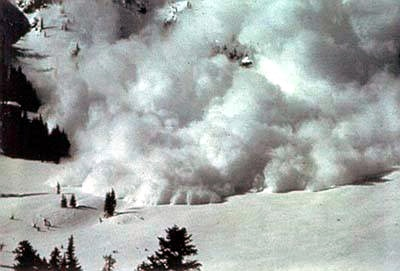
雪崩はときに大きな被害を起こす
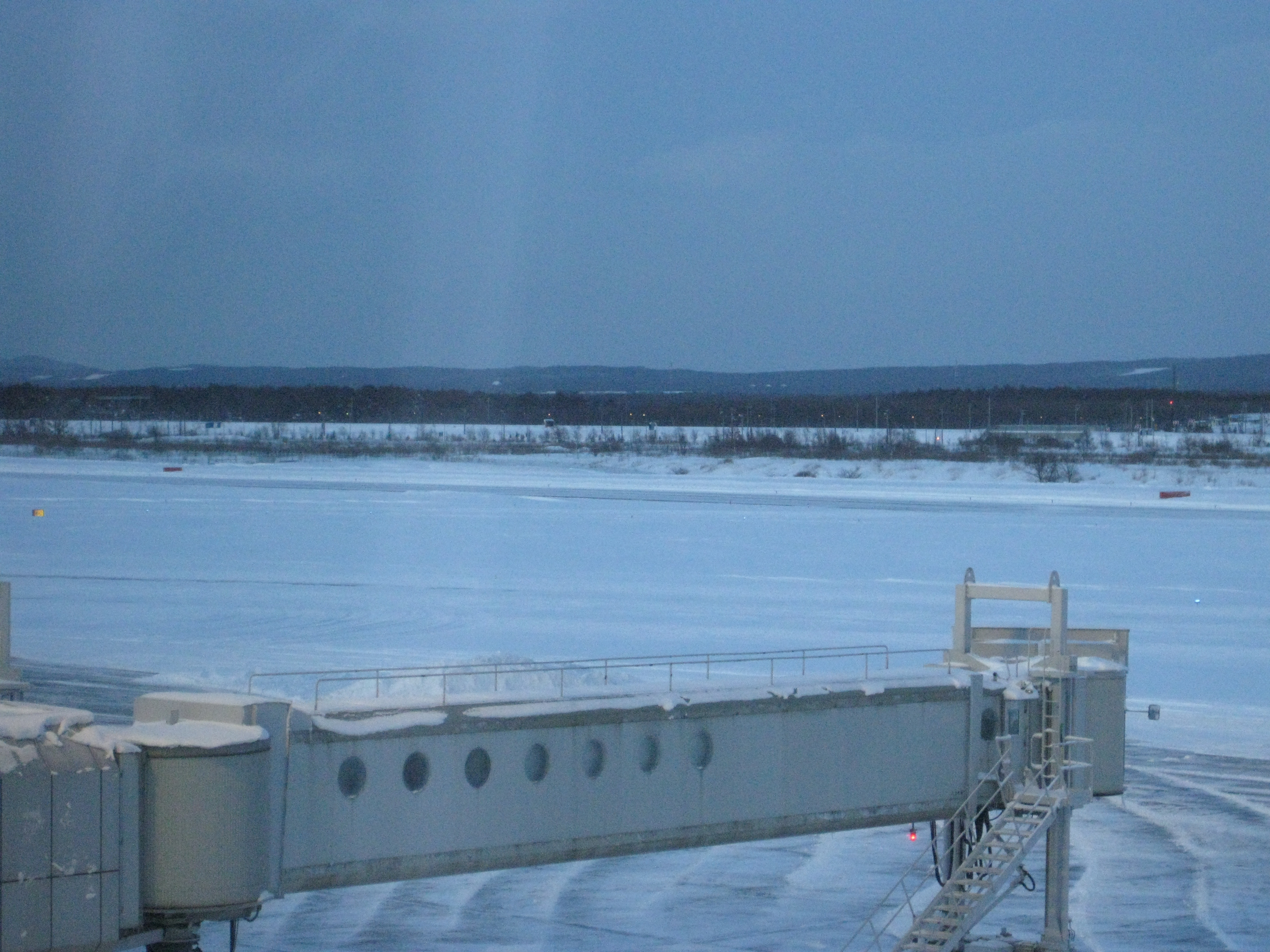
雪のため閉鎖された滑走路

## 人工雪

### 研究と技術

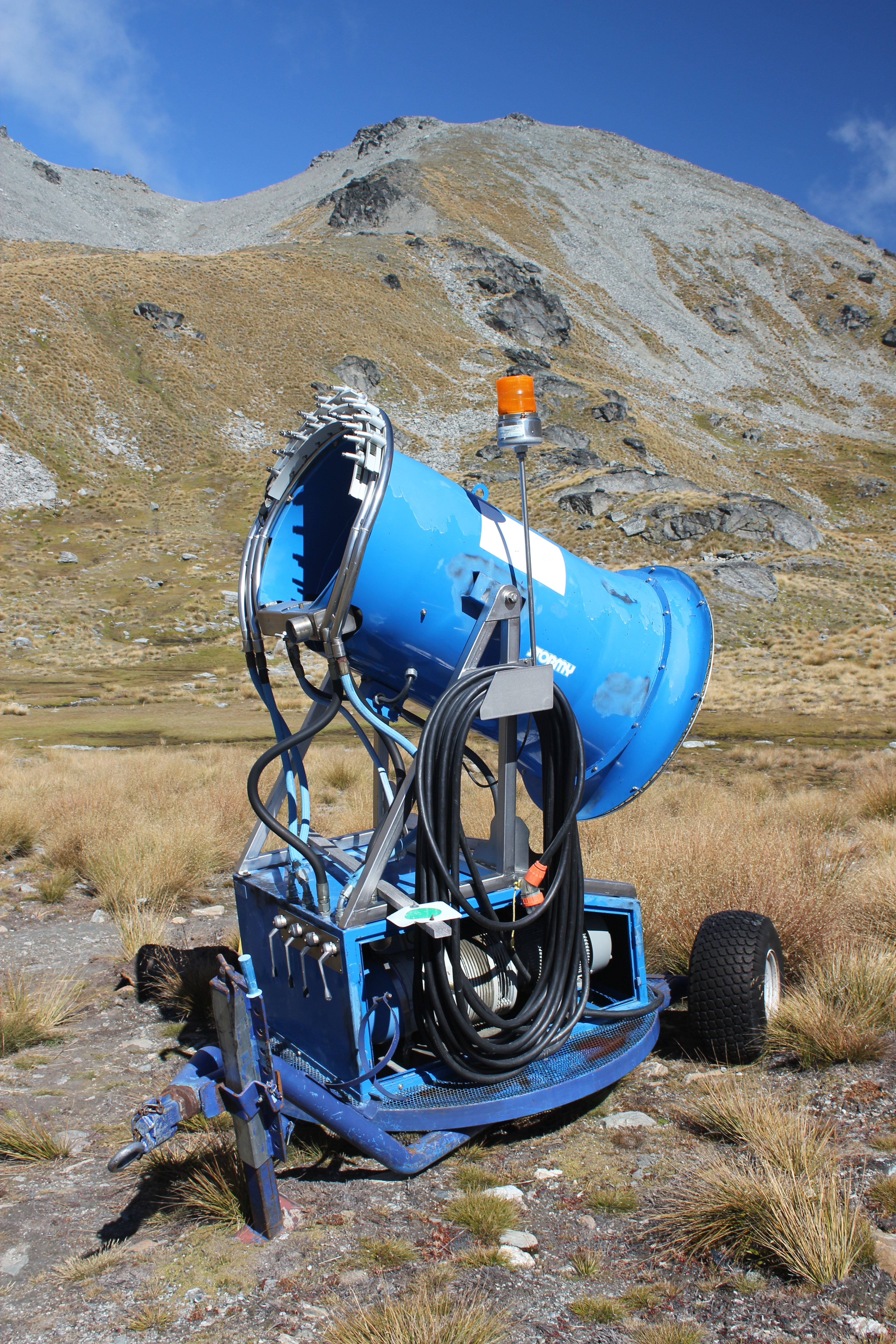
人工降雪機
円筒状の送風機の先端にある爪状のノズルから水を噴霧し、氷点下の大気中で凍らせて人工雪を作る。

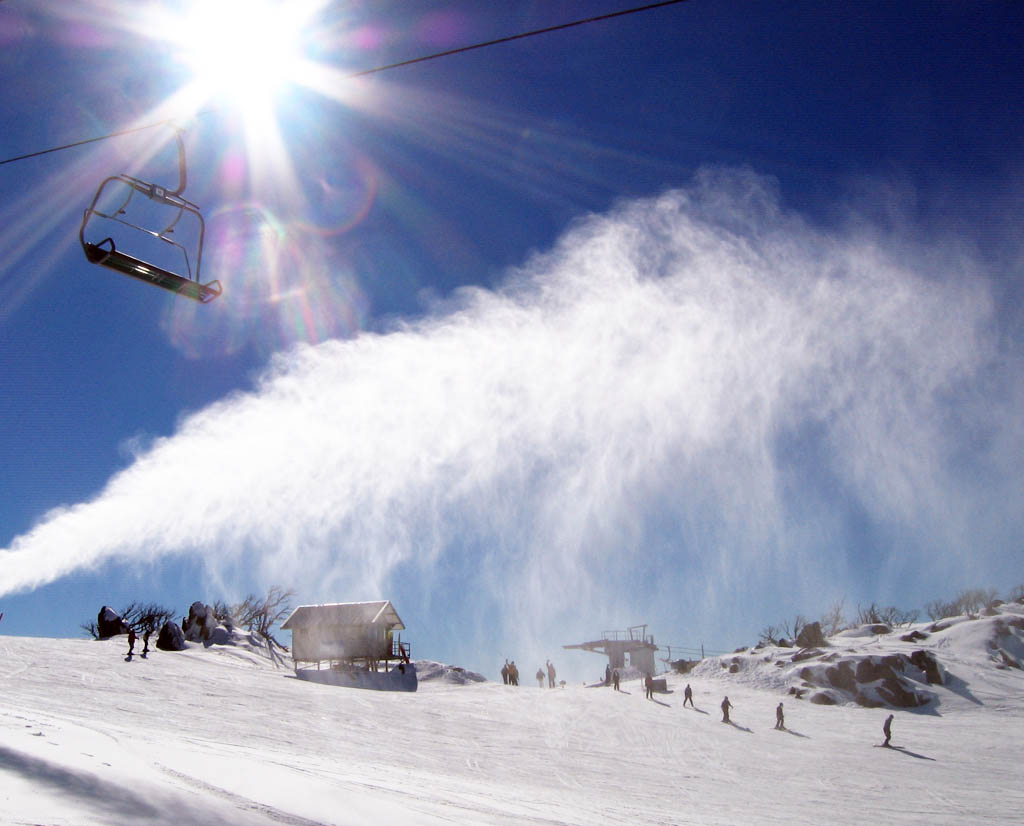
人工降雪機によって作られる人工雪

1936年3月12日、北海道帝国大学で中谷宇吉郎が雪の結晶を世界で初めて人工的に作成した。中谷が作った人工雪発生器は、ウサギの毛を結晶の核として用い、器具の中で水蒸気を対流させるものであった。発生器を用いた研究で、中谷は、雪の結晶の形が気温と湿度によって変わることを明らかにした。中谷は「雪は天から送られた手紙」という言葉を残している。
気象レベルでの人工降雪は、人工降雨と原理的に変わらない。雲の中にヨウ化銀を撒布する方式が主に用いられる。

### 人工降雪機
雪が少ないスキー場では、人工降雪機を用いて人工雪を作るが、この人工雪は氷点下において大型の送風機の先端から加圧した水を噴霧し、噴霧した水が減圧による断熱冷却と周囲の大気による冷却により凍結することによって、雪のような微細な氷の粒を生み出すものである。よって、ある程度気温が低い環境、概ね-2 ℃以下でなければ人工雪を生成できない。人工降雪機によって作られた人工雪は霧状の水が凍ってできた単なる球状の氷の粒であり、自然現象による雪や中谷らの研究が生んだ人工雪のように、大気中で成長する核を持った結晶とは質的に異なるものである。

## 雪に関する文化

### 季語
季語としての雪（ゆき）は、冬の季語（晩冬の季語）である。分類は天文。季語「雪」は、春の「花」、秋の「月」と並んで、冬の美を代表する景物である。豪雪地帯では雪害が先に立つであろうが、日本文化の中心地であった京都や江戸の人々にとっての雪は、珍しく、美しいものであり、雪見なども行われた。
「雪」を親季語とする子季語は、以下に示すとおり、多様で数も極めて多い。
- 六花（むつのはな） - 雪の別称。結晶が六角形であることに由来する名称[42]。
- 雪の花（ゆきのはな） - 雪を花に譬えていう語[42]。
- 雪の声（ゆきのこえ、歴史的仮名遣：ゆきのこゑ） - 雪が窓などに当たる音[42]。樹木や竹などに積もった雪が落ちる音[45]。
- 深雪（みゆき） - 深く積もった雪[42]。
- 雪明り/雪明かり（ゆきあかり） - 雪のために闇夜が薄明るく見えること[42]。積もった雪の反射で、夜も周囲が薄明るく見えること[46]。
- 粉雪（こなゆき） - 粉のようにサラサラしている雪[42]。
- 細雪（ささめゆき） - 細かい雪[46]。まばらに降る雪[46]。
- 小米雪（こごめゆき） - 小さく粉けた米のように細かい雪[42]。
- 餅雪（もちゆき） - 餅のようなフワフワした感じの雪[46][45]。綿雪[46][45]。
- 衾雪（ふすまゆき） - 雪がものを厚く包んでいるさま[42]。一面に白く降り積もった雪[46][45]。
- 今朝の雪（けさのゆき） - 立冬当日の雪。
- 根雪（ねゆき） - 解けないうちに雪がさらに降り積もって、雪解けの時期まで残る下積みの雪[46]。
- 積雪（せきせつ）
- べと雪（べとゆき） - 粉雪に対する語[42]。
- 雪紐（ゆきひも） - 塀や木の枝などに積った雪が融けて滑り出し、紐のように垂れ下がったもの[42]。
- 筒雪（つつゆき） - 電線などに凍りついて筒のようになった雪[42]。
- 冠雪（かむりゆき） - 門柱・電柱などに積って大きく松茸状になったもの[42]。
- 雪庇（せっぴ） - 山の急な傾斜面にできる雪の庇[42]。
- 水雪（みずゆき） - 水分をたくさん含んだ積雪[42]。
- 雪華（せっか） - 雪の異称[42]。雪の結晶、または、雪の降るのを花に譬えた語[46]。
- 雪片（せっぺん） - 雪の異称[42]。雪のひとひら[45]。
- しまり雪（しまりゆき） - 積雪のきめの細かい絞まったもの[42]。
- ざらめ雪（ざらめゆき） - 表面の雪がいったん融け、また凍ってざらめ状になったもの[42]。
- 湿雪（しっせつ） - 粉雪に対する語[42]。
- 雪月夜（ゆきずきよ[42]、ゆきづきよ[46]） - 雪のあるときの月夜[42]。
- 雪景色（ゆきげしき） - 雪の降っている景色[46]。雪が一面に降り積もった風景[46]。
- 暮雪（ぼせつ） - 夕暮れに降る雪[45]。夕暮れの雪景色[45]。
- 雪国（ゆきぐに） - 雪の多い地方[46]。
- 銀化（※読みと意味に関する資料未確認）
- 雪空（ゆきぞら） - 雪模様の空[42][46]。雪が降ってきそうなようすの空[46]。
- 白雪（※読みと意味に関する資料未確認）
- 明の雪（あけのゆき） - 夜明けの雪[42]。
- 新雪（しんせつ） - 新しく降り積もった雪[46]。

### 雪の異称
| 六花 / 六辺香 / 六出（りっか、ろっか） | 六角形の雪の結晶の形から。「むつのはな」ともいう。六弁の花の意。                   |
| 天花（てんか）                         | 雪の形容。「天華」とも書き、「てんげ、てんけ」で、天上界に咲く花を指す仏教用語。   |
| 風花（かざはな、かざばな）             | 晴天時に風に乗って舞う雪の形容。                                                   |
| 青女（せいじょ）                       | 古代中国における、霜や雪を降らすとされている女神のこと。そこから転じて、雪の形容。 |
| 白魔（はくま）                         | 主に、災害に相当する大雪を悪魔に見立てるときなどに用いられる言葉。                 |

### 雪ぐ
読み方は変わるが、日本語の「雪」は名詞だけでなく動詞がある。「雪ぐ（すすぐ）」は祓い清めるという意味で使われ、「雪辱」（せつじょく）という熟語がある（「雪辱をすすぐ」との用法は、同じ意味の動詞を2度繰り返しているので誤用。「雪辱を果たす」「汚辱をすすぐ」が正しい）。なお、朝鮮語でも同じく「雪辱（설욕）」であるが、中国語では「雪耻」がこれに当たる。

### 雪にちなむ名
- ユキヤナギ・雪虫 - “雪のような”生物
- みぞれ鍋 - 大根おろしを「雪」にたとえた料理
- 雪国 (カクテル)

### 芸術
- 主に六角形の雪の結晶を配した模様を雪華模様といい、日本では江戸後期に広く普及した。

### 文学
- 江戸後期に鈴木牧之が著した『北越雪譜』には、雪に関する種々の随筆（一部挿絵あり）がおさめられている[49]。

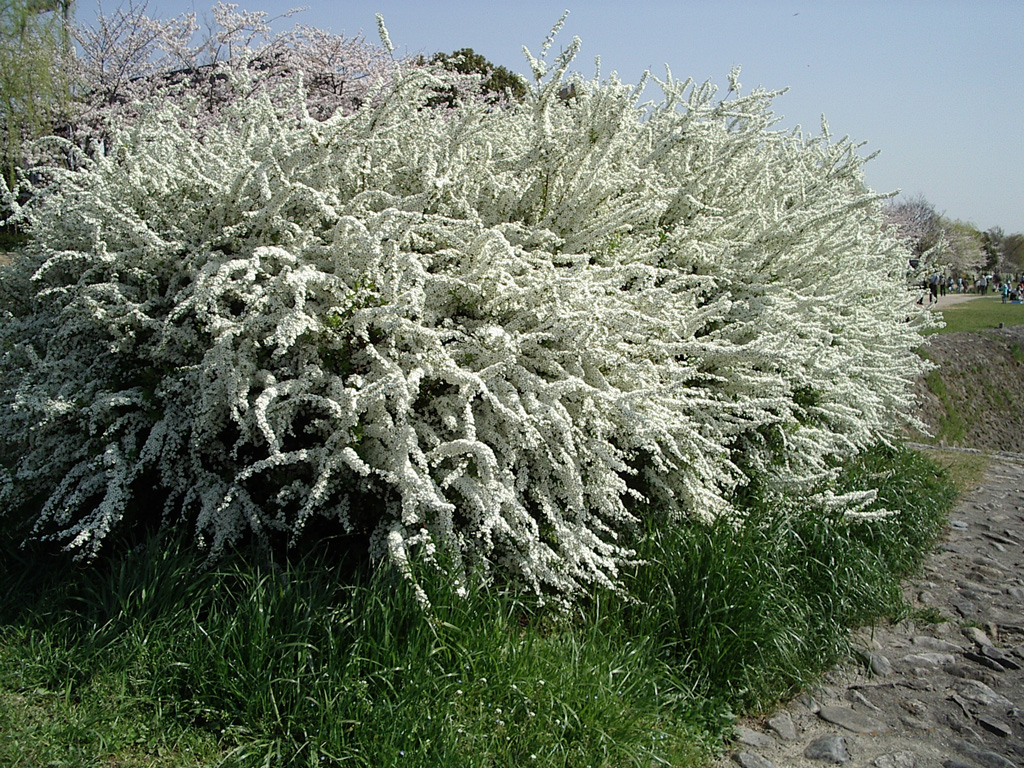
ユキヤナギ
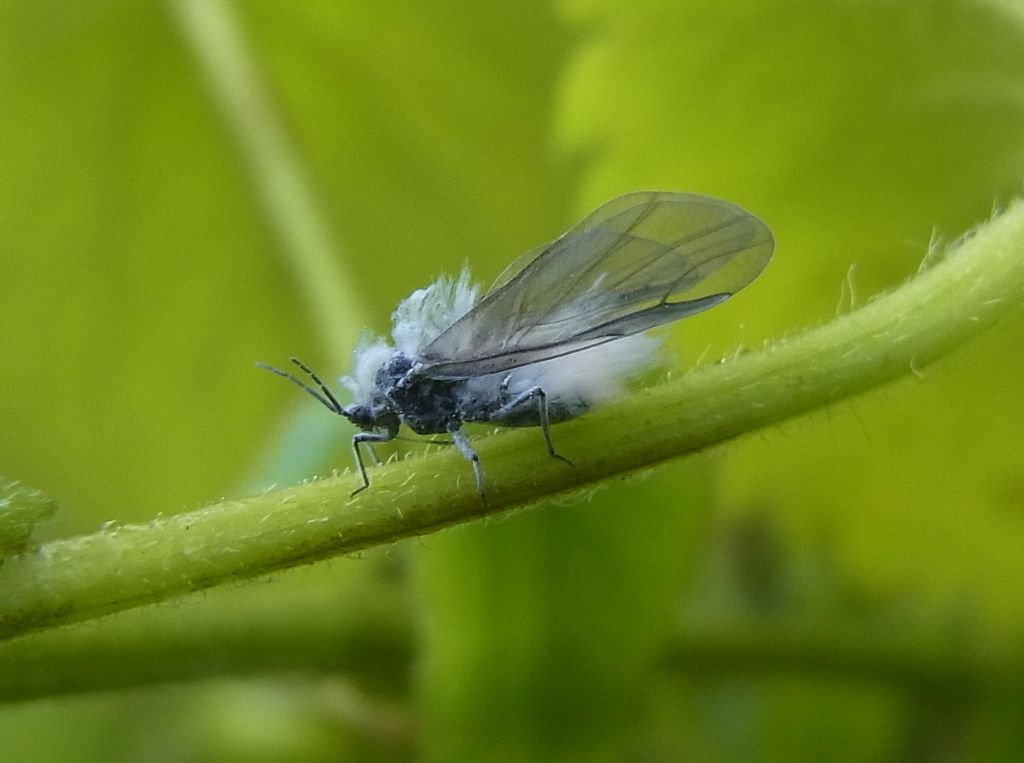
雪虫
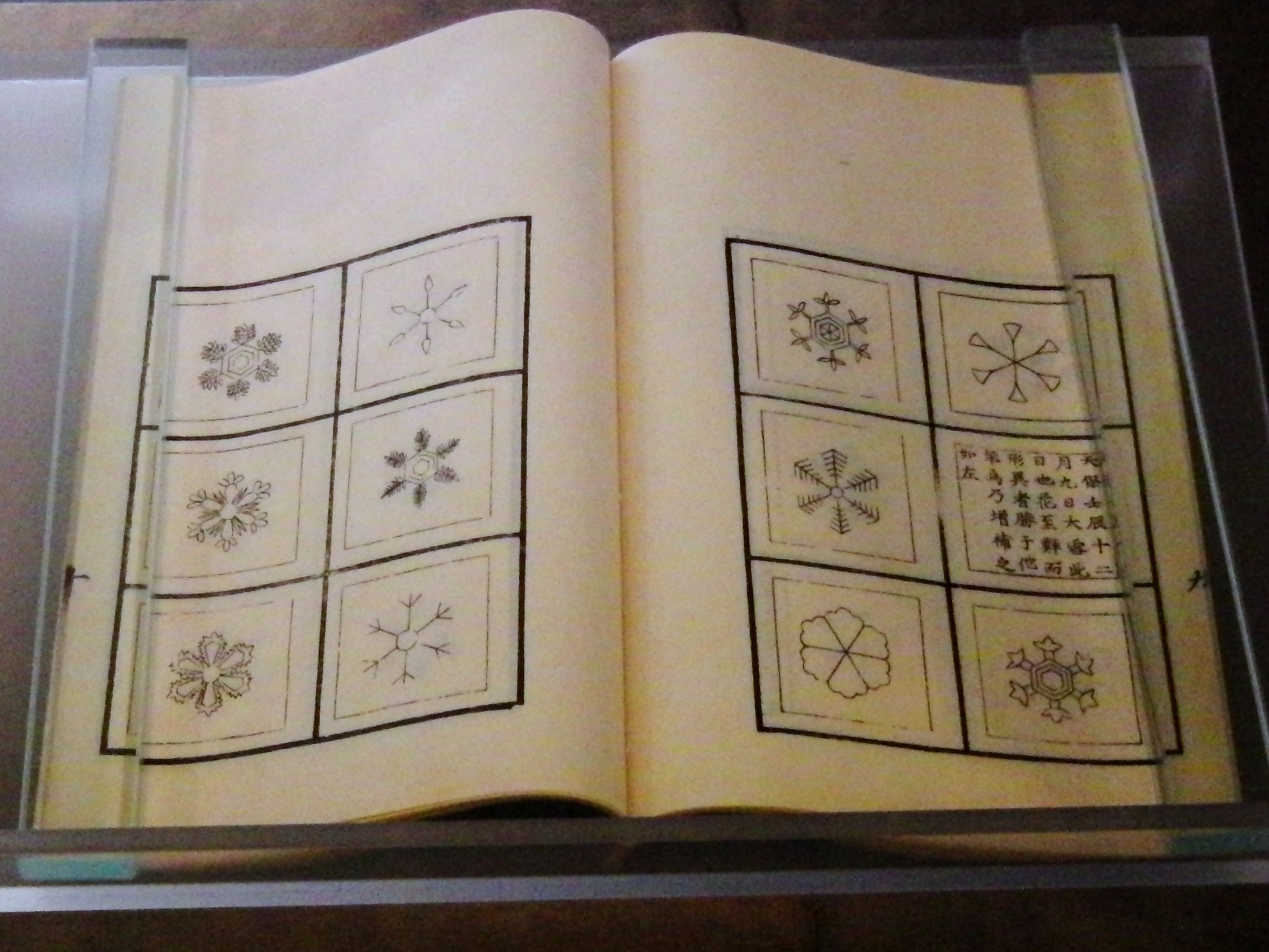
『雪華図説』1832（天保3）年刊

## 地球以外の雪
火星の南極では二酸化炭素の雪（ドライアイス）が降ることがわかっており、北極でも夏に数時間にわたって二酸化炭素の雪が猛烈な勢いで降っている可能性があるとされる。